# Monumento a Álvar Núñez Cabeza de Vaca
El Monumento a Álvar Núñez Cabeza de Vaca es una escultura de bronce situada en Jerez de la Frontera, España, concretamente en el barrio de Santiago. Va dirigida a Álvar Núñez Cabeza de Vaca, explorador y conquistador jerezano que exploró la costa sur de Norteamérica, desde la actual Florida hasta el Golfo de California.

## Descripción
Se encuentra situada en la Calle Ancha, frente a los restos de la muralla árabe de la ciudad. Representa la figura del explorador de pie, atravesando la maleza de la selva que cubre su desnudez (excepto su pierna izquierda). Se le muestra únicamente con un casco y un hacha en la mano derecha. Como telón, se muestran cuatro indígenas. La escultura se encuentra sobre una fuente. 
En la placa conmemorativa aparece: «Jerez a Álvar Núñez Cabeza de Vaca, explorador de la Florida. Adelantado del Río de la Plata. 27 Abril 1991.».

## Historia
El monumento fue inaugurada el 27 de abril de 1991.
En 2018, el Ayuntamiento de Jerez de la Frontera, instaló un equipo de filtrado del agua, luces ornamentales y un nuevo cerramiento para prevenir actos vandálicos.
En diciembre de 2024, el colectivo 'Jerez por la Vivienda' colgó un cártel de 'Se vende' en el monumento, y en algunos otros del centro de la ciudad, como denunciar la “venta simbólica de Jerez" por parte del gobierno municipal y "la transformación del modelo urbano de la ciudad en una herramienta para el beneficio económico de unos pocos, en detrimento de las necesidades de sus habitantes".